# Golos Armenii
Cet article concerne le journal. Pour la station de radio, voir Voix de l'Arménie.
Golos Armenii (La Voix de l'Arménie) est un journal arménien créé en 1991.